# ۸-آنیلینونفتالن-۱-سولفونات
۸-آنیلینونفتالن-۱-سولفونات (به انگلیسی: 8-Anilinonaphthalene-1-sulfonate) یک ترکیب شیمیایی با شناسه پاب‌کم ۱۳۶۹ است. 